# 727
Năm 727 là một năm trong lịch Julius. 